# شينغنينغ
شينغنينغ (بالصينية: 兴宁市) هي مدينة من مدن الصين. يبلغ عدد سكانها 1,130,000 نسمة. تبلغ مساحتها 2105 كم².

## المناخ
يظهر الجدول التالي التغييرات المناخية على مدار السنة لشينغنينغ:
| البيانات المناخية لـشينغنينغ                     | البيانات المناخية لـشينغنينغ | البيانات المناخية لـشينغنينغ | البيانات المناخية لـشينغنينغ | البيانات المناخية لـشينغنينغ | البيانات المناخية لـشينغنينغ | البيانات المناخية لـشينغنينغ | البيانات المناخية لـشينغنينغ | البيانات المناخية لـشينغنينغ | البيانات المناخية لـشينغنينغ | البيانات المناخية لـشينغنينغ | البيانات المناخية لـشينغنينغ | البيانات المناخية لـشينغنينغ | البيانات المناخية لـشينغنينغ |
| الشهر                                            | يناير                        | فبراير                       | مارس                         | أبريل                        | مايو                         | يونيو                        | يوليو                        | أغسطس                        | سبتمبر                       | أكتوبر                       | نوفمبر                       | ديسمبر                       | المعدل السنوي                |
| ------------------------------------------------ | ---------------------------- | ---------------------------- | ---------------------------- | ---------------------------- | ---------------------------- | ---------------------------- | ---------------------------- | ---------------------------- | ---------------------------- | ---------------------------- | ---------------------------- | ---------------------------- | ---------------------------- |
| الدرجة القصوى °م (°ف)                            | 28.9 (84.0)                  | 31.9 (89.4)                  | 34.2 (93.6)                  | 35.9 (96.6)                  | 36.1 (97.0)                  | 38.3 (100.9)                 | 38.5 (101.3)                 | 39.0 (102.2)                 | 37.4 (99.3)                  | 35.4 (95.7)                  | 34.2 (93.6)                  | 29.3 (84.7)                  | 39.0 (102.2)                 |
| متوسط درجة الحرارة الكبرى °م (°ف)                | 17.9 (64.2)                  | 18.8 (65.8)                  | 21.8 (71.2)                  | 25.9 (78.6)                  | 29.2 (84.6)                  | 31.4 (88.5)                  | 33.7 (92.7)                  | 33.3 (91.9)                  | 31.5 (88.7)                  | 28.9 (84.0)                  | 24.5 (76.1)                  | 19.7 (67.5)                  | 26.4 (79.5)                  |
| المتوسط اليومي °م (°ف)                           | 12.0 (53.6)                  | 13.7 (56.7)                  | 17.0 (62.6)                  | 21.5 (70.7)                  | 24.7 (76.5)                  | 26.9 (80.4)                  | 28.5 (83.3)                  | 28.2 (82.8)                  | 26.4 (79.5)                  | 23.2 (73.8)                  | 18.2 (64.8)                  | 13.2 (55.8)                  | 21.1 (70.0)                  |
| متوسط درجة الحرارة الصغرى °م (°ف)                | 8.0 (46.4)                   | 10.2 (50.4)                  | 13.5 (56.3)                  | 18.1 (64.6)                  | 21.3 (70.3)                  | 23.7 (74.7)                  | 24.8 (76.6)                  | 24.7 (76.5)                  | 22.9 (73.2)                  | 18.9 (66.0)                  | 13.7 (56.7)                  | 8.8 (47.8)                   | 17.4 (63.3)                  |
| أدنى درجة حرارة °م (°ف)                          | −2.5 (27.5)                  | 0.2 (32.4)                   | 1.2 (34.2)                   | 7.5 (45.5)                   | 13.1 (55.6)                  | 16.9 (62.4)                  | 19.2 (66.6)                  | 21.3 (70.3)                  | 15.4 (59.7)                  | 7.7 (45.9)                   | 1.9 (35.4)                   | −3.5 (25.7)                  | −3.5 (25.7)                  |
| الهطول مم (إنش)                                  | 44.7 (1.76)                  | 94.4 (3.72)                  | 135.0 (5.31)                 | 200.0 (7.87)                 | 218.3 (8.59)                 | 241.6 (9.51)                 | 157.8 (6.21)                 | 187.0 (7.36)                 | 132.9 (5.23)                 | 34.6 (1.36)                  | 36.0 (1.42)                  | 35.0 (1.38)                  | 1٬517٫3 (59.72)              |
| متوسط الرطوبة النسبية (%)                        | 74                           | 79                           | 80                           | 81                           | 81                           | 82                           | 78                           | 80                           | 79                           | 73                           | 72                           | 72                           | 78                           |
| المصدر: China Meteorological Data Service Center |                              |                              |                              |                              |                              |                              |                              |                              |                              |                              |                              |                              |                              |

## أعلام
- تينا ليونغ
- لي لي
- ليو شينج
- راو وايهيو